# Nashid as-Salam as-Sultani
 (août 2020).
Si vous disposez d'ouvrages ou d'articles de référence ou si vous connaissez des sites web de qualité traitant du thème abordé ici, merci de compléter l'article en donnant les références utiles à sa vérifiabilité et en les liant à la section « Notes et références ».
Pour les articles homonymes, voir Sultani.

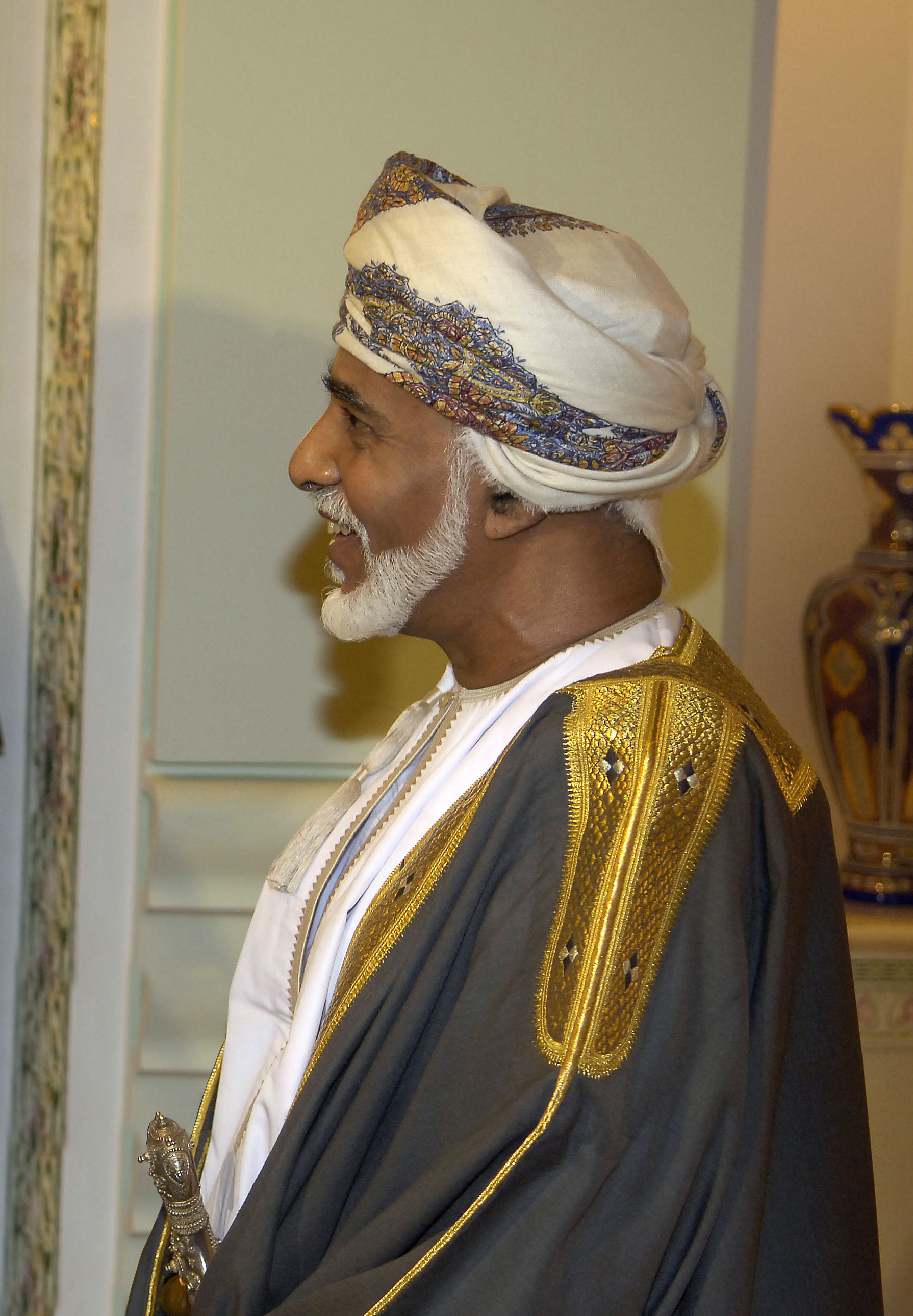
Omani Sultan Qaboos, ancien sultan d'Oman en visite aux États-Unis

Nashid as-Salam as-Sultani (arabe : نَشِيدُ ٱلسَّلَامِ السُّلْطَانِي, français : Hymne du sultan) est l'hymne national d'Oman.